# 磯田憲一
磯田 憲一（いそだ けんいち、1924年6月10日 - 2002年12月17日）は、広島県出身のプロ野球選手（内野手）。

## 来歴・人物
広島商業学校では「幻の甲子園」と呼ばれる1942年の全国中等学校野球大会に主将として出場し、名遊撃手として知られた。卒業後は明治大学に進学し、杉下茂らと活躍。大学卒業後はコロムビアを経て、1950年に誕生した地元のプロ野球チーム・広島カープへ入団。球団結成披露式では石本秀一監督から「地元が生んだ天才内野手」と紹介されたが、身長160cmと小柄な体であったため、守備力はあったがバッティングの力には欠けていた。そのため、石本からバントの練習を常々指示され、広島のバントの名手として活躍。守備では二塁を中心に一塁とバッテリー以外のポジションを全て守ったユーティリティプレイヤーであったが、1955年10月20日の中日戦（広島総合）では、長谷川良平の30勝目がかかっていた試合で延長14回裏に広岡富夫の代打で出場し、見事センター前にサヨナラ安打を打ち、長谷川に30勝目をプレゼントした。この勝利で長谷川は大友工と並んで最多勝を獲得し、長谷川は「彼なしでは僕の30勝はなかった」と感謝していた。この値千金の一打でカープは国鉄に8厘差で4位になった。1957年の春先に怪我して二軍のコーチ役となり現役を引退したが、7年間で63の犠打を成功させ、スクイズバントを一度失敗したが、それ以外のバントを外したことは一度もなかった。
引退後もカープに残り、販売、球場課など球団職員として5年間（1957年7月 - 1962年）在籍。退団後は電電中国監督（1963年 - 1965年）を務め、就任の際に「全国の電電公社の中で都市対抗に出ていないのはウチだけ。なんとか後楽園へ出してほしい」と要請され、3年目に念願成就して退陣。この時は2回戦で八幡製鐵に敗退したが、磯田が土台を築いた。その後は広島、大阪、福岡などで知人が経営する会社に勤務していたが、1992年には大腸癌の手術を受けた。テレビを見ていた家内が「お父さんの症状と同じ、病院へ行こう」と連れて行かれて即入院となり、早期発見で助かった。

## 詳細情報

### 年度別打撃成績
| 年 度     | 球 団     | 試 合 | 打 席 | 打 数 | 得 点 | 安 打 | 二 塁 打 | 三 塁 打 | 本 塁 打 | 塁 打 | 打 点 | 盗 塁 | 盗 塁 死 | 犠 打 | 犠 飛 | 四 球 | 敬 遠 | 死 球 | 三 振 | 併 殺 打 | 打 率 | 出 塁 率 | 長 打 率 | O P S |
| --------- | --------- | ----- | ----- | ----- | ----- | ----- | -------- | -------- | -------- | ----- | ----- | ----- | -------- | ----- | ----- | ----- | ----- | ----- | ----- | -------- | ----- | -------- | -------- | ----- |
| 1950      | 広島      | 9     | 16    | 13    | 0     | 3     | 0        | 0        | 0        | 3     | 0     | 0     | 0        | 0     | --    | 3     | --    | 0     | 3     | 0        | .231  | .375     | .231     | .606  |
| 1951      | 広島      | 96    | 364   | 294   | 40    | 64    | 10       | 2        | 2        | 84    | 21    | 15    | 8        | 21    | --    | 49    | --    | 0     | 21    | 6        | .218  | .329     | .286     | .615  |
| 1952      | 広島      | 103   | 288   | 244   | 18    | 50    | 6        | 1        | 0        | 58    | 15    | 1     | 5        | 16    | --    | 26    | --    | 2     | 13    | 9        | .205  | .287     | .238     | .524  |
| 1953      | 広島      | 70    | 122   | 106   | 24    | 32    | 6        | 1        | 0        | 40    | 7     | 8     | 5        | 6     | --    | 10    | --    | 0     | 7     | 2        | .302  | .362     | .377     | .739  |
| 1954      | 広島      | 107   | 328   | 284   | 28    | 61    | 3        | 1        | 0        | 66    | 10    | 7     | 11       | 10    | 0     | 31    | --    | 3     | 28    | 8        | .215  | .299     | .232     | .531  |
| 1955      | 広島      | 81    | 214   | 185   | 18    | 36    | 3        | 2        | 0        | 43    | 15    | 2     | 1        | 4     | 1     | 23    | 0     | 0     | 19    | 3        | .195  | .284     | .232     | .516  |
| 1956      | 広島      | 36    | 96    | 84    | 6     | 22    | 4        | 0        | 0        | 26    | 8     | 1     | 2        | 6     | 1     | 4     | 0     | 1     | 2     | 5        | .262  | .303     | .310     | .613  |
| 通算：7年 | 通算：7年 | 502   | 1428  | 1210  | 134   | 268   | 32       | 7        | 2        | 320   | 76    | 34    | 32       | 63    | 2     | 146   | 0     | 6     | 93    | 33       | .221  | .308     | .264     | .573  |

### 背番号
- 6 （1950年）
- 24 （1951年 - 1957年）